# Rugby Europe Super Cup 2021-22
El Rugby Europe Super Cup (en español: Supercopa europea de rugby) de 2021-22 fue la primera edición del torneo profesional de rugby para naciones europeas.
A raíz de Invasión rusa de Ucrania de 2022 los equipos de Rusia fueron expulsados de esta competición.
El torneo agrupó franquicias de los países considerados como emergentes pertenecientes a Rugby Europe.
El torneo comenzó el 18 de septiembre de 2021 y finalizó el 7 de mayo de 2022.

## Sistema de disputa
Las franquicias se dividieron en dos conferencias (este y oeste) según criterio geográfico, cada conferencia estuvo integrada por cuatro equipos, cada equipo disputó seis encuentros frente a sus rivales, finalizada la fase regular los dos mejores equipos de cada grupo clasificaron a las semifinales por el título del torneo.

## Fase de grupos

### Grupo Oeste
| Pos. | Equipo                   | Encuentros | Encuentros | Encuentros | Encuentros | Tantos | Tantos | Tantos | PB | PB | Puntos |
| Pos. | Equipo                   | PJ         | PG         | PE         | PP         | F      | C      | Dif    | BO | BD | Puntos |
| ---- | ------------------------ | ---------- | ---------- | ---------- | ---------- | ------ | ------ | ------ | -- | -- | ------ |
| 1.º  | Lusitanos XV             | 6          | 6          | 0          | 0          | 259    | 67     | +192   | 5  | 0  | 29     |
| 2.º  | Castilla y León Iberians | 6          | 4          | 0          | 2          | 205    | 101    | +104   | 3  | 1  | 20     |
| 3.º  | The Delta                | 6          | 1          | 0          | 5          | 106    | 197    | −91    | 1  | 2  | 7      |
| 4.º  | Brussels Devils          | 6          | 1          | 0          | 5          | 77     | 256    | −179   | 0  | 0  | 4      |

#### Fecha 1
| 18 de septiembre de 2021 | Delta | 34 - 13 | Brussels Devils | RC Eemland, Amersfoort                                       |                                                              |
|                          |       | Reporte |                 | Asistencia: 500 espectadores Árbitro(s): Iñigo Atorrasagasti | Asistencia: 500 espectadores Árbitro(s): Iñigo Atorrasagasti |

| 18 de septiembre de 2021 | Lusitanos XV | 34 - 19 | Castilla y León Iberians | Estadio Nacional, Lisboa                                 |                                                          |
|                          |              | Reporte |                          | Asistencia: 600 espectadores Árbitro(s): Jonathan Dufort | Asistencia: 600 espectadores Árbitro(s): Jonathan Dufort |

#### Fecha 2
| 25 de septiembre de 2021 | Brussels Devils | 27 - 21 | Delta | Estadio Nelson Mandela, Bruselas                         |                                                          |
|                          |                 | Reporte |       | Asistencia: 500 espectadores Árbitro(s): Cristian Serban | Asistencia: 500 espectadores Árbitro(s): Cristian Serban |

| 25 de septiembre de 2021 | Castilla y León Iberians | 13 - 20 | Lusitanos XV | Campos de Pepe Rojo, Valladolid |  |

#### Fecha 3
| 23 de octubre de 2021 | The Delta | 7 - 50  | Lusitanos XV | RC Eemland, Amersfoort                               |                                                      |
|                       |           | Reporte |              | Asistencia: 500 espectadores Árbitro(s): Georgi Kopp | Asistencia: 500 espectadores Árbitro(s): Georgi Kopp |

| 23 de octubre de 2021 | Brussels Devils | 7 - 47  | Castilla y León Iberians | Estadio Nelson Mandela, Bruselas                       |                                                        |
|                       |                 | Reporte |                          | Asistencia: 500 espectadores Árbitro(s): Daniel Carson | Asistencia: 500 espectadores Árbitro(s): Daniel Carson |

#### Fecha 4
| 30 de octubre de 2021 | The Delta | 7 - 41 | Castilla y León Iberians | RC Eemland, Amersfoort |  |

| 30 de octubre de 2021 | Brussels Devils | 13 - 38 | Lusitanos XV | Estadio Nelson Mandela, Bruselas |  |

#### Fecha 5
| 4 de diciembre de 2021 | Lusitanos XV | 53 - 14 | Brussels Devils | Estadio Nacional, Lisboa |  |

| 5 de diciembre de 2021 | Castilla y León Iberians | 32 - 30 | Delta | Campos de Pepe Rojo, Valladolid |  |

#### Fecha 6
| 11 de diciembre de 2021 | Castilla y León Iberians | 53 - 3 | Brussels Devils | Campos de Pepe Rojo, Valladolid |  |

| 11 de diciembre de 2021 | Lusitanos XV | 64 - 7 | Delta | Estadio Nacional, Lisboa |  |

### Grupo Este
| Pos. | Equipo          | Encuentros | Encuentros | Encuentros | Encuentros | Tantos | Tantos | Tantos | PB | PB | Puntos |
| Pos. | Equipo          | PJ         | PG         | PE         | PP         | F      | C      | Dif    | BO | BD | Puntos |
| ---- | --------------- | ---------- | ---------- | ---------- | ---------- | ------ | ------ | ------ | -- | -- | ------ |
| 1.º  | The Black Lion  | 5          | 4          | 0          | 1          | 155    | 88     | +67    | 3  | 1  | 20     |
| 2.º  | Enisey-STM      | 5          | 3          | 0          | 2          | 151    | 119    | +32    | 2  | 2  | 16     |
| 3.º  | Tel Aviv Heat   | 6          | 3          | 0          | 3          | 165    | 187    | -22    | 1  | 1  | 14     |
| 4.º  | Lokomotiv Penza | 6          | 1          | 0          | 5          | 94     | 171    | −77    | 0  | 1  | 5      |

#### Fecha 1
| 19 de septiembre de 2021 | Enisei-STM | 22 - 6  | Lokomotiv Penza | Estadio Avangard, Krasnoyarsk |  |
|                          |            | Reporte |                 |                               |  |

| 16 de octubre de 2021 | Black Lion | 33 - 10 | Tel Aviv Heat | Avchala Stadium, Tbilisi |  |
|                       |            | Reporte |               |                          |  |

#### Fecha 2
| 25 de septiembre de 2021 | Lokomotiv Penza | 21 - 44 | Enisei-STM | Estadio Pervomayskiy, Penza |  |

| 18 de diciembre de 2021 | Tel Aviv Heat | 28 - 52 | Black Lion | HaMoshava Stadium, Petah Tikva |  |

#### Fecha 3
| 23 de octubre de 2021 | Enisei-STM | 31 - 34 | Tel Aviv Heat | Slava Stadium, Moscú |  |
|                       |            | Reporte |               |                      |  |

| 23 de octubre de 2021 | Lokomotiv Penza | 11 - 27 | Black Lion | Estadio Pervomayskiy, Penza |  |
|                       |                 | Reporte |            |                             |  |

#### Fecha 4
| 30 de octubre de 2021 | Enisei-STM | Cancelado | Black Lion | Yug Sport Stadium, Sochi |  |

| 30 de octubre de 2021 | Lokomotiv Penza | 23 - 29 | Tel Aviv Heat | Estadio Pervomayskiy, Penza |  |

#### Fecha 5
| 4 de diciembre de 2021 | Black Lion | 16 - 19 | Lokomotiv Penza | Avchala Stadium, Tbilisi |  |

| 15 de diciembre de 2021 | Tel Aviv Heat | 31 - 34 | Enisei-STM | Avchala Stadium, Tbilisi |  |

#### Fecha 6
| 11 de diciembre de 2021 | Black Lion | 27 - 20 | Enisei-STM | Avchala Stadium, Tbilisi |  |

| 11 de diciembre de 2021 | Tel Aviv Heat | 33 - 14 | Lokomotiv Penza | Rustavi Stadium, Rustavi, Georgia |  |

## Fase Final

### Semifinales
| 16 de abril de 2022 | Lusitanos XV | 42 - 26 | Tel Aviv Heat | Estádio de Rugby Jamor, Lisboa |  |

| 17 de abril de 2022 | The Black Lion | 43 - 40 | Castilla y León Iberians | Avchala Stadium, Tbilisi |  |

### Final
| 7 de mayo de 2022 | Lusitanos XV | 14 - 17 | The Black Lion | Estádio de Rugby Jamor, Lisboa |  |

| Bandera de Georgia     |
| Campeón The Black Lion |
| Primer título          |